# Pieve di Menaggio
La pieve di Menaggio fu per secoli una ripartizione della provincia di Como e della diocesi di Como.

## La pieve
Da un punto di vista religioso, la più antica menzione storica risale a un documento datato 1095, attraverso il quale papa Urbano II conferì a un certo Castelli il titolo di arciprete della chiesa plebana di Menaggio. Esattamente due secoli dopo, la pieve risultava essere retta da un collegio di sei sacerdoti coordinati da un arciprete. Cuore religioso della pieve era il battistero di Menaggio (oggi scomparso), che si trovava nei pressi delle rive al lago (e quindi, in posizione discosta rispetto alla chiesa plebana).
La suddivisione amministrativa della pieve fu razionalizzata dall'imperatrice Maria Teresa che riconobbe i seguenti 9 comuni:
- Bene
- Breglia
- Croce
- Grandola
- Griante (Ss.Nabore e Felice)
- Grona
- Loveno
- Menaggio
- Plesio.

La pieve religiosa comprendeva anche i paesi della squadra di Rezzonico, con le due parrocchie di Rezzonico.

### Esplicative
1. ↑  A livello religioso tutti i paesi avevano la loro parrocchia. Una seconda parrocchia era presente a Plesio in frazione Barna, a Grandola in frazione Naggio, e a Nobiallo che fu parrocchia e comune prima che la riforma di Maria Teresa lo unisse al municipio di Menaggio.

### Bibliografiche
1. 1 2  AA.VV., Una chiesa tra lago e montagne, p. 105.
2. ↑  Olgiati, p. 22.